# Kiliwas
Os kiliwas (k'olew, na língua kiliwa, que significa "homem caçador") são um povo ameríndio do norte da Baixa Califórnia, no México. Seu território compreende o vale de Trinidad, que se localiza entre as serras de San Miguel, San Pedro Mártir e o deserto de San Felipe. O principal assentamento kiliwa está localizado no município de Ensenada.

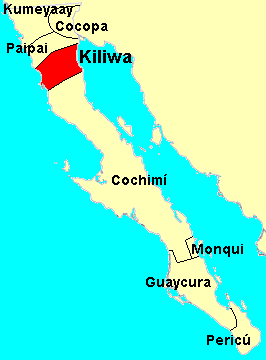
Mapa da distribuição dos kiliwas e dos povos adjacentes no México.